# Batizovce
Batizovce (allemand : Batzdorf in der Zips ), (hongrois : Bazitfalva) est un village de Slovaquie situé dans la région de Prešov.

## Histoire
Première mention écrite du village en 1264.

## Démographie

### Évolution de la population
| Année:               | 1994. | 2004.    | 2014. | 2024.    |
| -------------------- | ----- | -------- | ----- | -------- |
| Nombre de personnes: | 1846  | 2130     | 2343  | 2587     |
| Différence:          |       | +15,38 % | +10 % | +10,41 % |

| Année:               | 2023. | 2024.   |
| -------------------- | ----- | ------- |
| Nombre de personnes: | 2568  | 2587    |
| Différence:          |       | +0,73 % |